# Lípa u zámečku
Lípa u zámečku (kříženec lípa obecná) je památný strom rostoucí v obci Ludvíkov, v mikroregionu Sdružení obcí Vrbenska, v okrese Bruntál, na levém břehu Bílé Opavy a vlevo od hlavní silnice procházející obcí (silnice II/445). Nachází se na větší travnaté ploše v těsném sousedství dětského hřiště a nedaleko bývalého zámečku. Jen asi 40 metrů od této lípy roste další památný strom, jasan u zámečku.

## Základní údaje
- Druh: lípa obecná nebo též lípa evropská, kříženec lípy velkolisté a malolisté (Tilia × vulgaris či též Tilia × europaea)
- Chráněným stromem byla vyhlášena 16. září 2000.[1]
- Obvod kmene: 462 cm
- Výška stromu: 31 metrů
- Odhadované stáří stromu: 130–180 let[2]
- Poloha: 50°6′43″ s. š., 17°20′41″ v. d.

## Další památné stromy vLudvíkově
Na katastrálním území obce Ludvíkov se v roce 2024 nachází celkem pět vyhlášených památných stromů, z toho čtyři jsou v intravilánu obce. Mohutná jedle bělokorá, nazývaná Jedle Vévodkyně se nachází u silnice mezi Karlovou Studánkou a Ludvíkovem ještě před začátkem obce, ve směru do Ludvíkova vlevo od silnice II/445. 
Dále již v intravilánu (ve směru na Vrbno pod Pradědem a po proudu Bílé Opavy) to nejprve je jasan v bývalém areálu Jitřenka (jasan ztepilý, výška 27 metrů, obvod kmene asi 400 centimetrů), třetí je lípa nad řekou (rovněž kříženec lípa obecná, výška 27 metrů a největší obvod mezi památnými stromy v Ludvíkově: 544 cm), čtvrtá je zde popisovaná lípa u zámečku a pátý jasan u zámečku (také jasan ztepilý, výška 31 metrů, obvod kmene asi 410 centimetrů).

## Fotogalerie

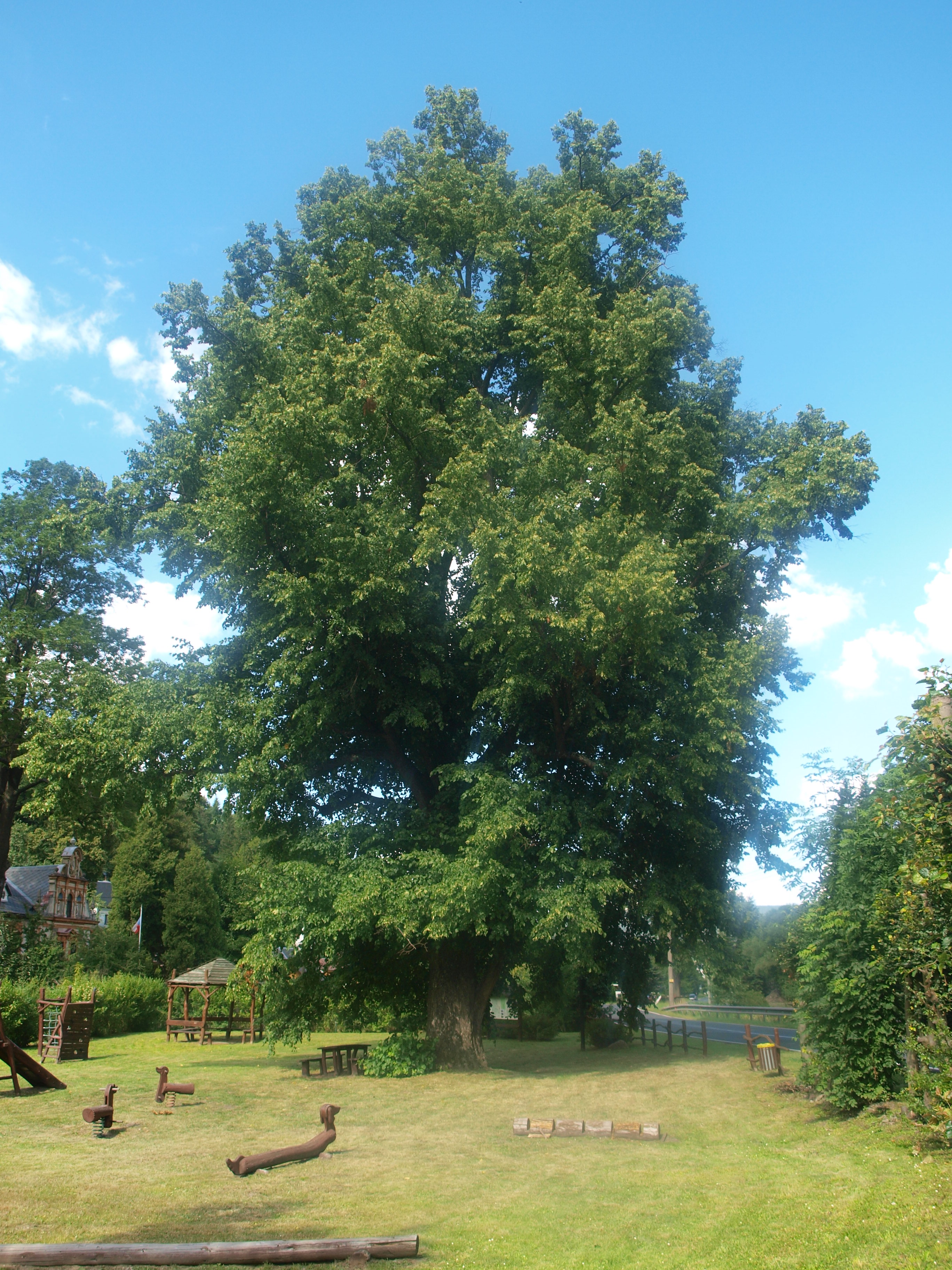
Lípa v roce 2015
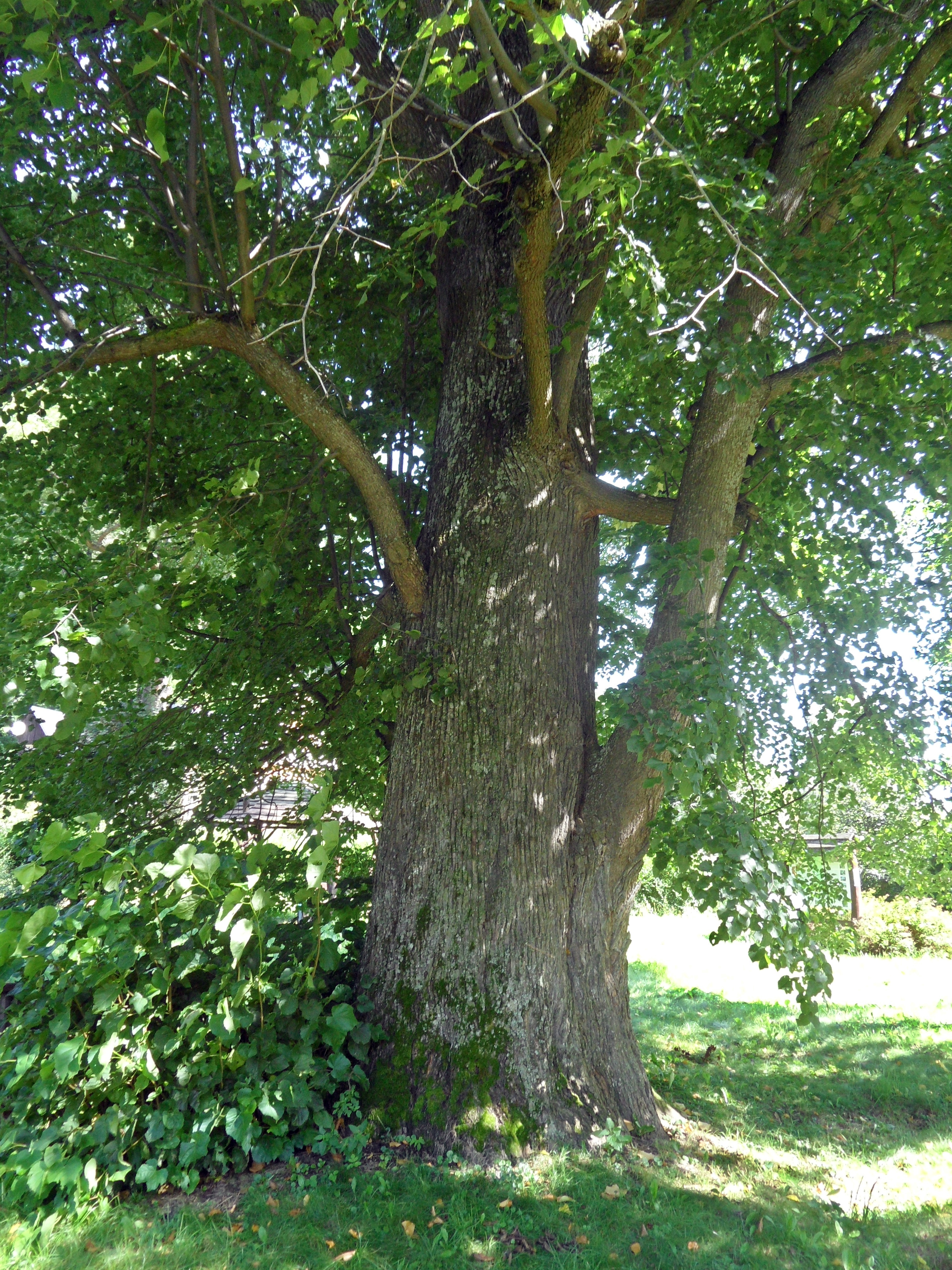
Polodetail kmene a hlavních větví
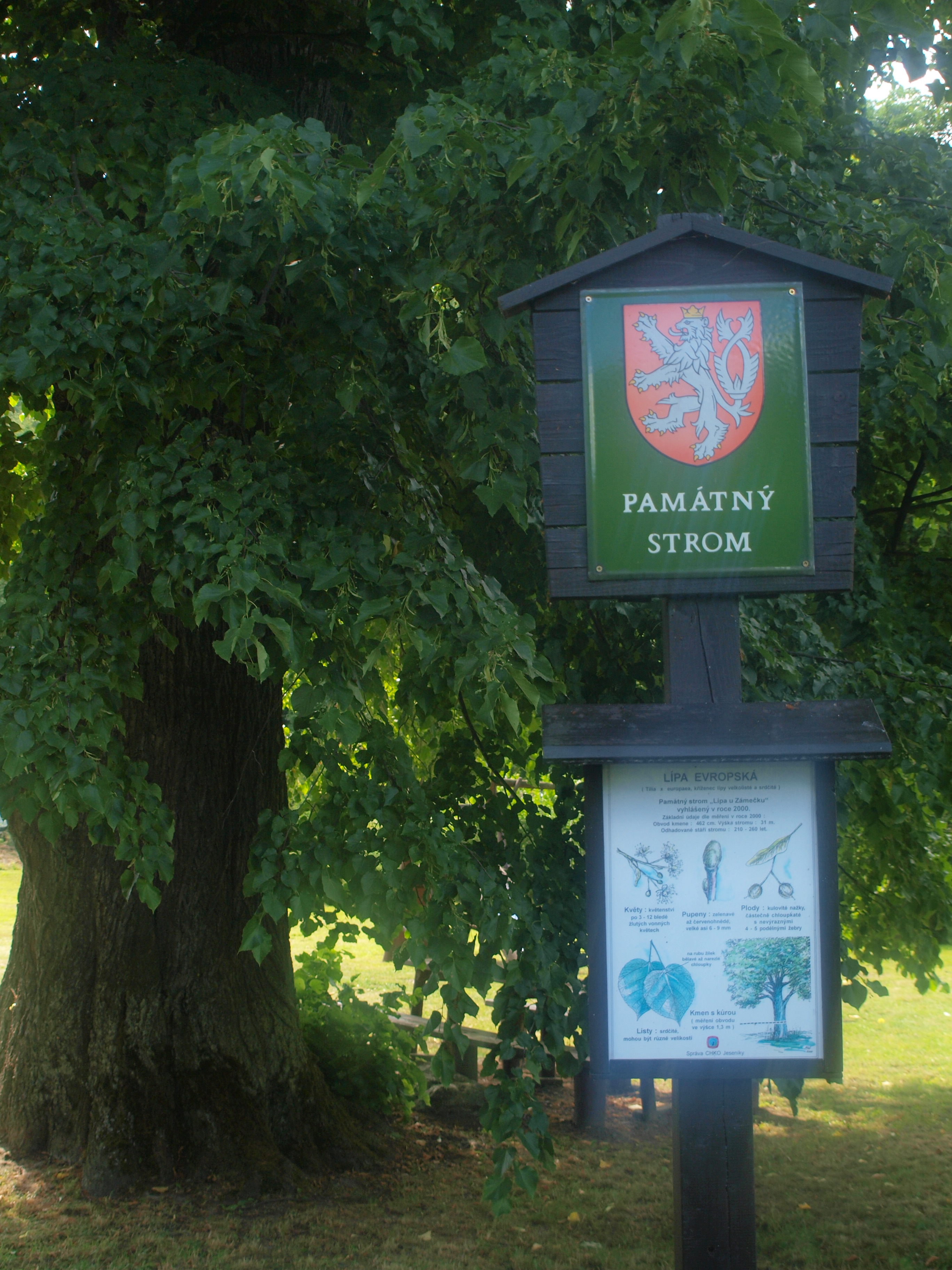
Označení památného stromu